# Ziad Fazah
Ziad Youssef Fazah (tiếng Ả Rập: زياد فصاح) (sinh ngày 10 tháng 6 năm 1954 tại Monrovia, Liberia) là một người Liban sinh ra ở Liberia. Fazah tự mình tuyên bố biết nói 59 ngôn ngữ và xác nhận rằng ông đã chứng minh điều này trong một số chương trình truyền hình, nơi ông đã giao tiếp một cách "thành công" với người bản xứ với một số lượng lớn các ngoại ngữ.
Sách kỉ lục thế giới ấn bản năm 1998, được liệt kê Fazah là có khả năng nói và đọc 58 ngôn ngữ, trích dẫn một phỏng vấn trực tiếp tại Athens, Hy Lạp tháng 7 năm 1991. Tuy nhiên, trong Viva el lunes, một chương trình truyền hình Chile Ziad Fazah, ông không hiểu cụm từ ở mức độ dành cho người mới bắt đầu học tiếng Phần Lan, Nga, Trung Quốc, Ba Tư, Hy Lạp và Tiếng Hindi. Ông thậm chí còn sai trong việc phân biệt tiếng Nga và tiếng Croatia không thể hiểu được câu "Какой сегодня день недели?" (Hôm nay là ngày thứ mấy? ").
Fazah tuyên bố ông có thể nói, đọc và hiểu các ngôn ngữ sau đây:
Tiếng An-ba-ni, tiếng Amharic, Ả Rập, tiếng Armenia, tiếng Azerbaijan, tiếng Balochi, tiếng Bengali, tiếng Bungary, tiếng Miến Điện, tiếng Quảng Đông, tiếng Séc, tiếng Đan Mạch, tiếng Hà Lan, tiếng Dzongkha, tiếng Anh, tiếng Phần Lan, tiếng Pháp, tiếng Fuchin , tiếng Đức, tiếng Hy Lạp, Hungary, Tiếng Iceland, tiếng Indonesia, tiếng Ý, tiếng Nhật, tiếng Khmer, tiếng Hàn, tiếng Kyrgyzstan, tiếng Lào, tiếng Mã Lai, tiếng Hoa, tiếng Mông Cổ, tiếng Nepal, tiếng Na Uy, tiếng Pashto, tiếng Papiamento, tiếng Ba Tư, tiếng Ba Lan, tiếng Bồ Đào Nha, Rumani, tiếng Nga, tiếng Serbo-Croatia, tiếng Thượng Hải, tiếng Sinhala, tiếng Tây Ban Nha, tiếng Tây Tạng chuẩn, tiếng Swahili, tiếng Thụy Điển, tiếng Tajikistan, tiếng Thái Lan, tiếng Thổ Nhĩ Kỳ, tiếng Urdu, tiếng Uzbek và tiếng Việt.
Fazah hiện đang sống tại Porto Alegre, Brazil.